# Patogénese
O termo patogénese ou patogenia refere-se ao modo como os agentes etiopatogénicos agridem o nosso organismo e os sistemas naturais de defesa reagem, surgindo mesmo assim, lesões e disfunções das células e tecidos agredidos, produzindo-se a doença. A patogênese também relaciona-se com as defesas do nosso organismo, como por exemplo a defesa específica e não específica, que consiste em defender nosso organismo dos agentes patogênicos.
A etiologia de uma doença é o estudo das suas causas, e está, portanto, relacionada com a patogênese, ainda que não deva ser confundida com esta: a patogênese centra-se no processo ou mecanismo agressivo; a etiologia centra-se apenas nos agentes causais de doença.
A maioria das doenças são causadas por vários processos. Por exemplo, certos tipos de cancro surgem da disfunção do sistema imunitário (tumores da pele e linfomas após um transplante renal, o que exige imunossupressão).